# Рукавишников, Николай Иванович
Николай Иванович Рукавишников (1848—1913) — купец-золотопромышленник, скульптор-любитель.
Приходился дядей В. В. Набокову.

## Биография

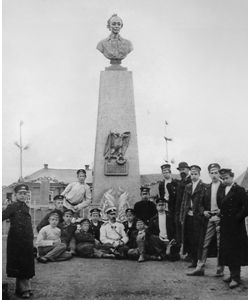
Памятник А.В. Суворову в селе Суворово Пензенской губернии (1903). Разрушен в 1920 году

Занимался подрядами, строил Волховский цементный завод (позднее стал его директором), трапезную Александро-Невской лавры. Владел магазином «Золото и серебро» на Казанской улице Санкт-Петербурга; сзади магазина была расположена его квартира.
Собирал старинное оружие, изделия из слоновой кости, фигуры Будды. Приобрёл библиотеку Огюста Монферрана, которой долго владел, и коллекцию гравюр и рисунков, состоявшую из шести тысяч листов, в числе которых были акварели архитекторов Тома де Томона, Кваренги. Большая часть этого собрания попала, в дальнейшем, к Ф. Г. Шилову.
Похоронен на Никольском кладбище Александро-Невской Лавры; надгробие утрачено.

## Скульптор
В 1903 г. по заказу «Суворовской комиссии» выполнил бюст А. В. Суворова, который был установлен 9 мая 1903 г. в бывшей вотчине в селе Маровке Пензенской губернии (ныне — село Суворово Пензенской области). Гипсовый экземпляр этой работы в 1904 году автор передал в дар Государственному мемориальному музею А. В. Суворова (Санкт-Петербург).
В 1950 году в Херсоне установлена бронзовая копия работы Н. И. Рукавишникова, отливка которой производилась в экспериментальной мастерской Академии художеств.
Одна из копий находится в Кобринском военно-историческом музее имени Александра Васильевича Суворова.
Бюст Суворова работы Н. И. Рукавишникова находился также на территории Церкви благ. вел. кн. Александра Невского (Суворовской) при Императорской Николаевской военной академии Генерального штаба (Санкт-Петербург).